# P.V. Sindhu
Pusarla Venkata Sindhu (Hyderabad, 5 de julho de 1995) é uma jogadora de badminton indiana, medalhista olímpica.

## Carreira
Sindhu representou seu país nos Jogos Olímpicos de Verão de 2016, conquistando a medalha de prata no individual feminino ao perder apenas na final para Carolina Marín, da Espanha.